# Melicharia conflicta
Melicharia conflicta är en insektsart som först beskrevs av Melichar 1902.  Melicharia conflicta ingår i släktet Melicharia och familjen Flatidae. Inga underarter finns listade i Catalogue of Life.